# Steinwenden
Steinwenden est une municipalité de la Verbandsgemeinde Ramstein-Miesenbach, dans l'arrondissement de Kaiserslautern, en Rhénanie-Palatinat, dans l'ouest de l'Allemagne.

## Références

Localisation de Steinwenden dans la Verbandsgemeinde et dans l'arrondissement.

## Politique
|      | SPD | CDU | FWG | Total     |
| 2009 | 9   | 9   | 2   | 20 sièges |
| 2004 | 9   | 8   | 3   | 20 sièges |